# Deserção

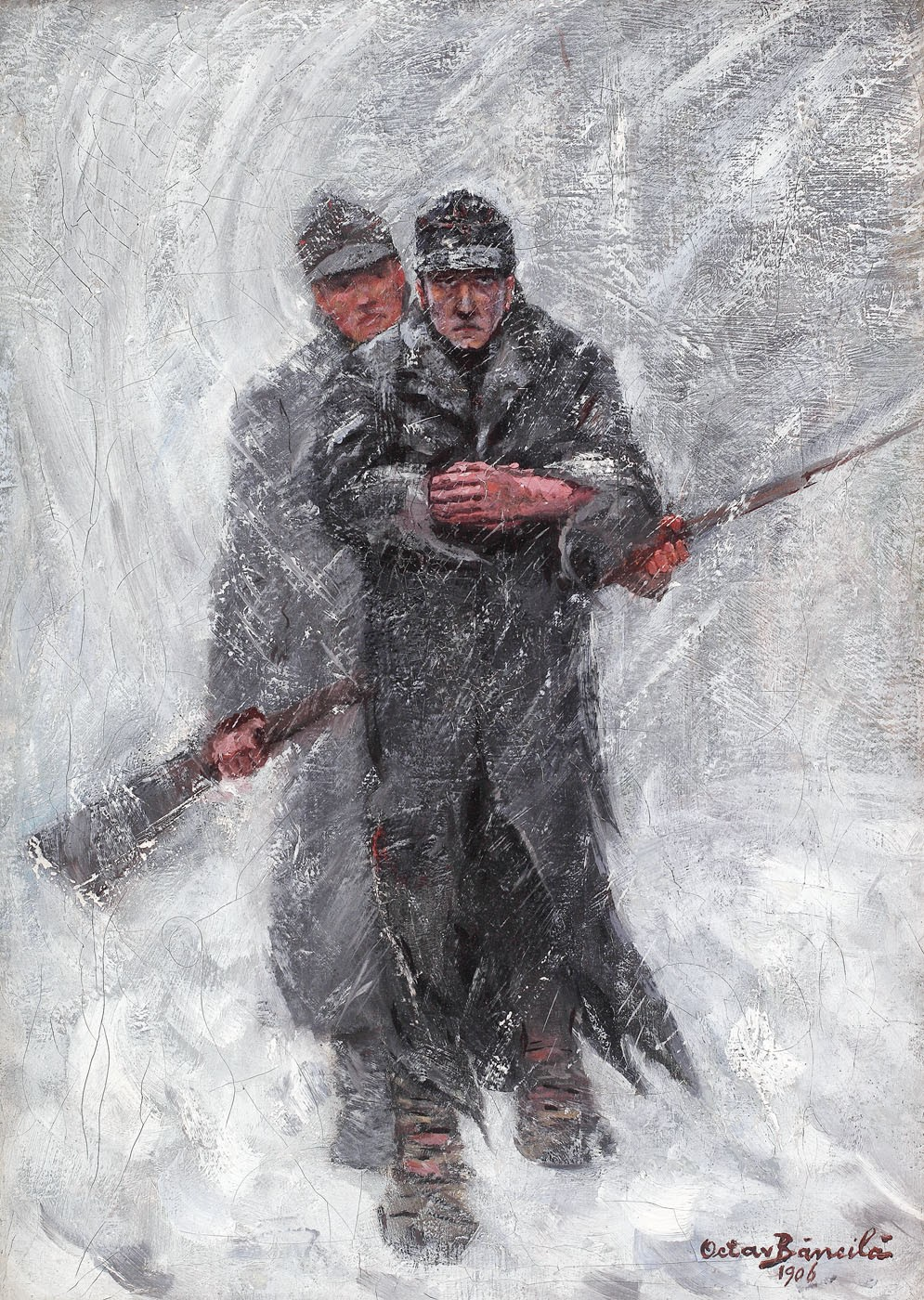
Quadro O Desertor, por Octav Băncilă, de 1906.

Na terminologia militar, deserção é o abandono do serviço ou posto por um militar sem permissão de um superior e é feito com o intuito de não regressar à sua posição ou função. Na maioria dos países que mantêm forças armadas permanentes, a pena para deserção costuma ser prisão ou expulsão. Em tempos de guerra, era comum a execução de desertores, mas esta prática caiu largamente em desuso, porém ainda é prevista a pena de morte em que o desertor tem que ser morto em caso de época de guerra na legislação brasileira.

## Brasil
Conforme listado no Código Penal Militar Brasileiro, Decreto-lei nº 1.001, de 21 de outubro de 1969, em seu artigo 187:
Art. 187. Ausentar-se o militar, sem licença, da unidade em que serve, ou do lugar em que deve permanecer, por mais de oito dias:
Pena - detenção, de seis meses a dois anos; se oficial, a pena é agravada.
Existem, ainda, situações equivalentes, listadas no artigo 188.
Na política, um desertor é uma pessoa que abandona um estado ou entidade política. O termo é usado frequentemente como um sinônimo de traidor. A deserção (assim como a insubordinação e a insubmissão), segundo o website Direito Militar, é classificada como "crime militar próprio", ao contrário de outros crimes militares, que seriam impróprios.
É considerado desertor o militar que se ausenta por mais de oito dias injustificadamente. A deserção é crime permanente quanto à forma e de mera condita quanto ao resultado. Há controvérsia sobre se tratar de crime permanente (como entende Assis) ou instantâneo de feitos permanentes (como entende Alvez-Marreiros - citado abaixo). Quem entende que é permanente entende que se prolonga no tempo somente cessando quando o agente voluntariamente se apresenta ou é capturado. Quem entende que é instantâneo de efeitos permanentes, entende que existe o instante exato da consumação e a captura ou apresentação voluntária apenas cessa a ausência e dá ensejo à prisão. Isso porque, por exemplo, o próprio CPPM não reconhece prisão em flagrante para o desertor, mas uma outra espécie de prisão ex vi legis:
artigo 243 do CPPM:
"Qualquer pessoa poderá e os militares deverão prender quem for insubmisso ou desertor, ou seja encontrado em flagrante delito.
Consumado o crime de deserção, o comandante da Unidade é a autoridade competente para lavrar o respectivo Termo (Termo de Deserção). A finalidade do Termo de Deserção é a mesma do IPM (Inquérito Policial Militar) que serve de peça informativa ao processamento por cometimento de crime militar. O blogue mpmbahiaesergipe.wordpress.com[ligação inativa] contém um Memento de IPI e IPD[ligação inativa] (manual) que detalha todos os procedimentos.  ALVES-MARREIROS considera o crime de deserção o mais importante crime do CPM, ainda que não seja o mais grave. Na obra Direito Penal Militar - teoria Crítica & Prática, afirma que:
"é um crime que afeta o principal fator para que uma tropa armada exerça o seu dever: presença do militar quando ele é necessário (...). É um crime que demonstra que o militar não está submisso às suas obrigações legais  como um todo, às ordens de seus superiores, à preparação da tropa, e afeta direta e pesadamente a hierarquia e a disciplina, garantias individuais e para a Sociedade, bases constitucionais das Forças Armadas".

## Deserção x objeção de consciência
Na Segunda Guerra Mundial, objetores de consciência soviéticos eram obrigados a executar trabalhos perigosos, como coleta de minas terrestres, não se enquadrando como desertores.